# Хаос Конамара
Ха́ос Ко́намара (лат. Conamara Chaos) — район хаотического рельефа на поверхности Европы, спутника Юпитера. Название взято от ирландской области, называющейся по-английски  Коннемара (исходное ирландское — «Конамара»), для которой характерен изрезанный ландшафт.

## Строение
Геологическая структура данного региона сформировалась в результате многократного плавления и замерзания льда, а также замерзания поступавшей из глубин спутника жидкости. В пределах хаоса Конамара выделяются участки молодого льда, вкрапленные в виде пятен в более древние блоки льда, хаотически ориентированные. Считается, что эти образования доказывают существование на Европе подповерхностного океана.

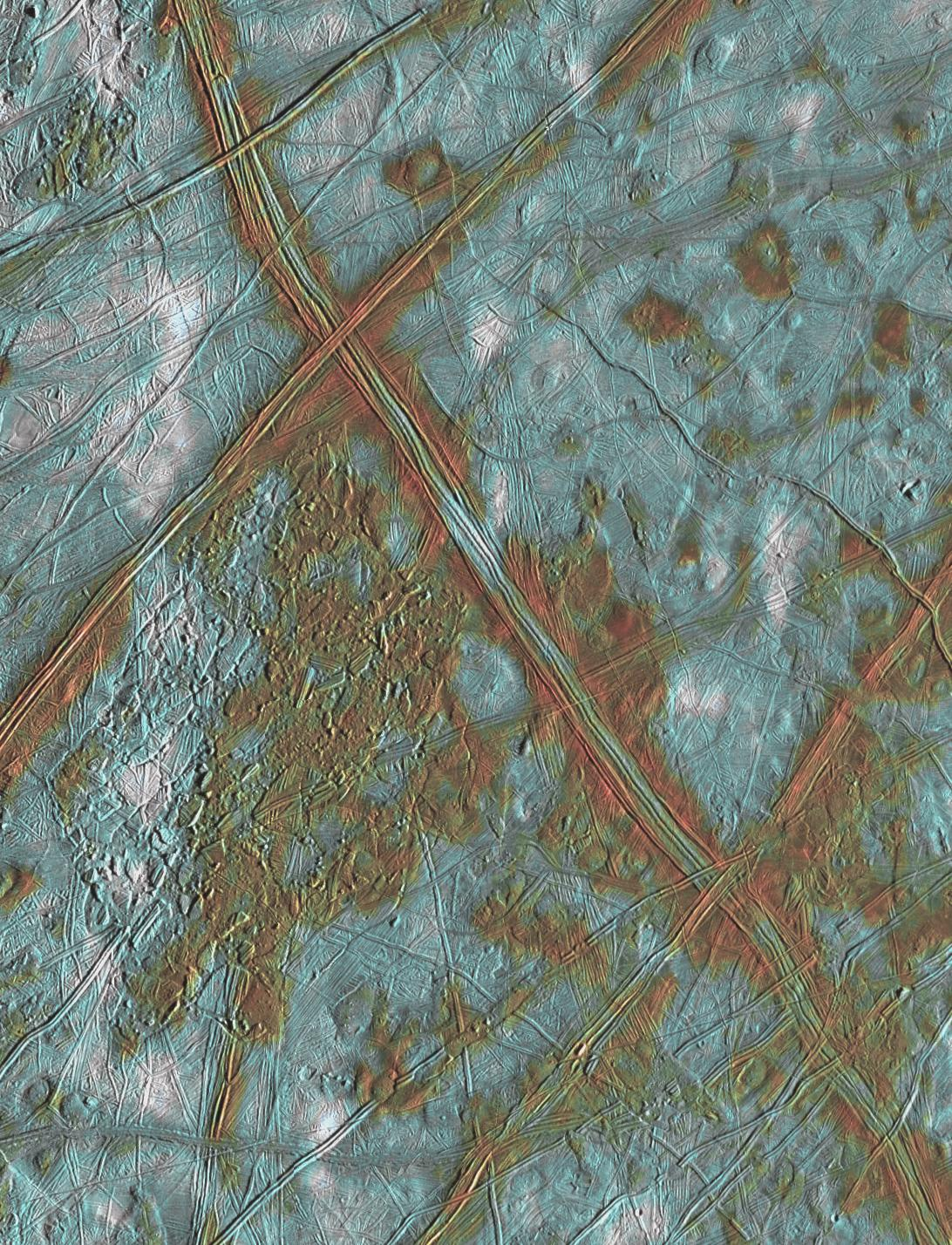
Хаос Конамара в искусственных цветах. В его южной части пересекаются две крупные «тройные» борозды. Белые пятна — это материал выбросов из кратера Пуйл (диаметром 26 км), расположенного на 1000 км южнее.